# Scorpaenodes
Scorpaenodes es un género de pez marino que habita principalmente en el Indo-Pacífico.